# Bob Malach
Bob Malach (né le 23 août 1954 à Philadelphie) est un saxophoniste américain de jazz fusion et modern jazz.

## Biographie
Bob Malach est né dans une famille de musiciens. En 1976 il s'installe à New York, où il étudie avec Eddie Daniels. Jusqu'en 1978, il joue dans le groupe de Stanley Clarke, et il fait à plusieurs reprises des tournées européennes. En tant que musicien de studio il joue avec Stevie Wonder, Jon Faddis, Hank Jones, Horace Silver, Spyro Gyra et les Brecker Brothers. Il tourne aussi en Europe et notamment avec Charlie Mariano, Aldo Romano, Ivan Paduart, Didier Lockwood ("Live in Montreux») et Urszula Dudziak. Depuis 1985, il était membre du Big Band Bob Mintzer. Il a joué en duo avec Michel Petrucciani (Conversations Avec Michel), et (The Prague Concert, Dinner for Two). En 1991, il rejoint Miles Davis et Quincy Jones au Festival de Jazz de Montreux. En outre, Malach participe à des enregistrements des Loose Ends et Leni Stern, Ivan Paduart, Miroslav Vitouš, Madonna, Mose Allison, Steve Miller Band, Dominique Eade (en) et Joe Zawinul (My People, Faces and Places). En 2001 et 2002, il a accompagné Mike Stern et Ben Sidran sur une tournée de concerts. Il a aussi joué avec le Metropole Orkest et Ivan Paduart.

## Discographie sélective
- Some People (1980)
- Mood Swing (1991, avec Dr. John, Robben Ford)
- The Searcher (1998)
- After Hours (1999)
- avec Jasper Van't Hof: Pseudopodia (In & Out, 2008)

## Source de la traduction
- (de) Cet article est partiellement ou en totalité issu de l’article de Wikipédia en allemand intitulé « Bob Malach » (voir la liste des auteurs).